# Arkansas (rivier)
De Arkansas is een rivier in de Verenigde Staten. Het is een zijrivier van de Mississippi.
De Arkansas heeft haar bron nabij Leadville, Colorado en stroomt vervolgens door de staten Kansas en Oklahoma naar Arkansas waar zij in de Mississippi uitmondt. De totale lengte van de rivier is 2334 km waarmee het de op drie na langste rivier van de VS is. Belangrijke steden die aan de Arkansas liggen zijn Wichita (Kansas), Tulsa (Oklahoma) en Little Rock (Arkansas).
De Arkansas werd voor het eerst door Europese verkenners gezien toen leden van de Coronado expeditie van 1541 de streek bezochten. Jacques Marquette gaf de rivier haar naam. Tussen 1819 en 1846 vormde de rivier deels de grens tussen de Verenigde Staten en Mexico.
- Bibliothèque nationale de France: cb15556001j (data)
- Gemeinsame Normdatei: 4223368-9
- Library of Congress Control Number: sh85007212
- National Archives and Records Administration: 10046776
- Nationale Bibliotheek van Tsjechië: ge1171671
- Nationale Bibliotheek van Israël: 987007294818905171
- Système universitaire de documentation: 196308488
- Virtual International Authority File: 248152975